# Capitanejo (Venezuela)
Pour les articles homonymes, voir Capitanejo.
Capitanejo est la capitale de la paroisse civile de Pedro Briceño Méndez de la municipalité d'Ezequiel Zamora dans l'État de Barinas au Venezuela.